# Ivan IV., splitski nadbiskup
Ivan Splićanin (lat. Iohannes Spalatensis) (Split, početak 11. stoljeća — Split, nakon 1. listopada 1061.), splitski nadbiskup i metropolit (1050. – 1059.). Nadbiskupom je postao 1050., nakon što je kardinal Ivan, legat pape Lava IX., svrgnuo Dobralja s nadbiskupske časti na splitskom crkvenom saboru, zbog njegova svjetovnjačkog načina života.
Za vrijeme nadbiskupske službe, dao je sagraditi crkvu sv. Feliksa na obali. Godine 1060. sudjelovao je na splitskom crkvenom saboru, kojim je predsjedao legat pape Aleksandra II., Majnard. Na saboru se raspravljalo o odlukama lateranskog koncila i reformama kojima se Rimokatolička crkva trebala udaljiti od utjecaja Pravoslavne crkve na istoku. Za provedbu takvih reformi u Dalmaciji i Hrvatskoj bio je potreban odlučniji nadbiskup pa se Ivan odrekao svoje časti i povukao u novosagrađenu crkvu sv. Feliksa.